# 山成喬六
山成 喬六（やまなり きょうろく、1872年2月27日（明治5年1月19日）- 1960年（昭和35年）8月31日）は、日本の銀行家。大蔵省主計局長～台湾銀行理事東京支店支配人、満州中央銀行副総裁等を歴任した。
山成酒造は生家。

## 人物・経歴
岡山県後月郡芳井村大字簗瀬（現井原市芳井町）生まれ。芳井小学校を経て、興譲館中学校卒業後、従兄阪谷芳郎の書生となる<name=ito />。十代で脳溢血を経験。1890年に東京高等商業学校（現一橋大学）主計科を卒業後、大蔵省入省。
三十四銀行台湾支店長、台湾銀行神戸支店長、台湾銀行大阪支店長、台湾銀行総務部助役を経て、1913年から台湾銀行理事兼東京支店総支配人を務め、投資信託の開発に尽力し、その後投資信託創設のため法制審議会委員として台湾銀行法の改正にあたるなどした。
東洋製糖（現大日本明治製糖）社長等を経て、1932年に満州中央銀行が設立されると副総裁に就任し、栄厚総裁を助けて実務を掌握し、満州国の財政再建にあたった。1947年東海電極（現東海カーボン）相談役。
東京海上火災保険取締役、大日本製糖監査役、明治製菓（現株式会社明治）監査役、南洋協会設立発起人、台湾電力設立委員等も歴任した。